# إقليم غيتيغا
إقليم غيتيغا (بالفرنسية: Province de Gitega)‏ هي واحدة من 18 إقليم في بوروندي. عاصمتها هي غيتيغا، وهي أيضًا العاصمة الوطنية. بلغ عدد سكانها 725223 نسمة في عام 2008، وتبلغ مساحتها 1,979 كيلومتر مربع (764 ميل2).